# Motike (Banja Luka)
Motike (szerbül: Мотике), falu Banja Luka községben, Bosznia-Hercegovinában, Bosanska krajina területén, a Szerb Köztársaságban. 

## Fekvése
Bosznia-Hercegovina északi részén, Banja Luka központjától légvonalban 6, közúton 9 km-re északnyugatra, a Miljevac és Rijeka folyók völgyében és a környező dombokon, 200-300 méteres magasságban fekszik. A helyiek többnyire Banja Lukában dolgoznak, vagy mezőgazdasággal foglalkoznak. 

## Népessége
| Nemzetiségi csoport | Népesség 1991 | Népesség 2013 |
| ------------------- | ------------- | ------------- |
| Szerb               | 941           | 2405          |
| Bosnyák             | 10            | 3             |
| Horvát              | 944           | 67            |
| Jugoszláv           | 80            | 3             |
| Egyéb               | 34            | 37            |
| Összesen            | 2009          | 2505          |

## Története
Bosznia apostoli adminisztrátora, Tomo Ivković atya 1630-ban írt jelentésében a Banja Luka-i régióban három plébániát említ: Banja Luka, Motike és „Dragochai” plébániáit. A motikei plébánia a 17. század első felében jött létre, azelőtt Banja Lukától északra csak a dragočaji katolikus plébánia létezett. A két másik Banja Luka-i plébániához hasonlóan Motike is a fojnicai ferences kolostorhoz tartozott, amelynek tizenkét plébániája volt a 17. század közepén. Nikola Olovčić püspök, aki 1672. május 18-án járt a motikei plébánián, sem templomot, sem plébániaházat nem talált ott. A plébánosi teendőket egy fojnicai ferences szerzetes látta el, aki a temetőkben és erdőkben végezte Isten szolgálatát. Motikét egy kis egyházközségként írja le, 700 hívővel. A motikei plébánia utolsó említése Ivan Krstitelj de Vietri atya Rómába küldött feljegyzésében található, aki 1708-ban látogatta meg boszniai plébániákat. Ezután Motikét már csak faluként emlegetik, mely az ivaštani illetve, a Banja Luka-i városi plébánia területéhez tartozott.
A háborús időszak előtt az egyházközség enyhe fellendülésben volt. A jómódú kézművesek, a mezőgazdaság, az állattenyésztés és a szénkitermelés mind hozzájárult a plébánián a jóléthez. Lehetséges, hogy ekkor épült a Mato Delivić püspök 1737-es jelentésében említett Mindenszentek temploma. A motikei plébánia megszűnéséhez elsősorban a kor háborús eseményei és pusztító járványai vezettek. Az 1683 és 1699 között dúlt török háború és az 1737-es Banja Luka-i osztrák betörés következményeitől elsősorban a plébánia alsó részéből származó katolikus lakosság szenvedett és visszahúzódott a felső részbe. A másik csapás a fertőző betegségek (főként a pestis) terjedése volt, amely esetenként egész falvakat pusztított el. Az 1690-ben és 1732-ben dúlt pestisjárványok kíméletlenül pusztították a lakosságot, úgyhogy Motike megmaradt lakói az alsó részről elmenekültek és az erdőkben, az erdei tisztásokon kerestek menedéket. A falu megmaradt katolikus lakosságának többsége ezután többé-kevésbé békésen élt.
A település 1878-ig tartozott az Oszmán Birodalomhoz, ekkor a berlini kongresszus határozata alapján az Osztrák-Magyar Monarchia része lett. 1879-ben az első osztrák-magyar népszámlálás során a Banja Luka-i járáshoz tartozó településnek 48 háztartása, 296 római katolikus és 159 ortodox lakosa volt. 1910-ben a Banja Luka-i járáshoz tartozó településen 109 háztartást, 640 római katolikus, 281 ortodox és 7 muszlim lakost találtak. A monarchia szétesésével 1918-ban előbb a Szerb-Horvát-Szlovén Királyság, majd 1929-től a Jugoszláv Királyság része. 1921-ben a községnek összesen 137 háztartása és 1013 lakosa volt. Jugoszlávia megszállása után a Független Horvát Állam (NDH) része lett. 
1942. február 7-én az usztasák Drakulić, Motike, Šargovac településekről és a rakovaci bányából összesen 2315 szerb civilt (köztük 679 motikeit) gyilkoltak meg (ebből 551 fő 14 év alatti gyermek volt). A szerb lakosság lemészárlását Viktor Gutić usztasa parancsnok szervezte meg, Josip Mišlov százados és a „sátán atyának” is nevezett Miroslav Filipović közreműködésével. A horvátokat a kifosztott házakba telepítették. 1983-ben újraalapították a motikei római katolikus plébániát, mely Petričevactól vált külön.
A boszniai háború végén a település horvát lakosságát elüldözték, egyházi épületeit súlyosan megrongálták. A plébániaházat a szerb hadsereg foglalta le, így a katolikus plébános a petrićevaci kolostorban élt 2005-ig, A daytoni békeszerződést követő területfelosztásnál Banja Luka község részeként a Szerb Köztársaság területéhez került. Az egykori, többségben horvát lakosságú falut ma már döntően szerb lakosság lakja, akik túlnyomórészt Bihács, Glamoč, Bosanski Grahovo és Kupres környékéről származnak, és a háború végén menekültek el ezekről a területekről. 

## Oktatás
A település elemi iskoláját 1930-ban alapították. A 2003-2004-es tanévig a „Georgi Stojkov Rakovski” Általános Iskola része volt. Azóta az OŠ „Miloš Crnjanski” Általános Iskola területi iskolájaként működik. Az iskolaépületet 2012-ben felújították.

## Egészségügy
A településen háziorvosi rendelő működik, melyet 2012. május 21-én nyitottak meg. Építését Banja Luka városa és a Szerb Köztársaság Egészségügyi és Szociális Minisztériuma finanszírozta.

## Nevezetességei
- Szent Illés próféta tiszteletére szentelt pravoszláv temploma

- Szent Péter és Pál apostolok tiszteletére szentelt római katolikus plébániatemploma. A templom felépítéséig a plébániaházban található kápolna, amely 1989-ben épült, szolgált istentiszteleti helyként. A katolikus plébánián több kisebb kápolna is található: a Szent Rókus Ćelanovacon 1950-ben épült, a Szent Kereszt kápolna 1971-ben épült. 1992-ben épült a Szent Illés kápolna a Durbića-hegyen, 1954-ben pedig a martinovići Szűz Mária látogatása kápolna. A Szent Leopold Mandić kápolna Čivčijában 1990-ben épült.[13]

- A szomszédos Drakulićban található az 1942. február 7-i usztasa terror áldozatainak emlékműve, amelyet 1965-ben építettek és 1991-ben restauráltak, azóta minden február 7-én megemlékezést tartanak itt.[14]